# Bartonville (Illinois)
Bartonville é uma vila localizada no estado americano de Illinois, no Condado de Peoria.

## Demografia
Segundo o censo americano de 2000, a sua população era de 6310 habitantes. 
Em 2006, foi estimada uma população de 6146, um decréscimo de 164 (-2.6%).

## Geografia
De acordo com o United States Census Bureau tem uma área de 
21,9 km², dos quais 20,8 km² cobertos por terra e 1,1 km² cobertos por água.

## Localidades na vizinhança
O diagrama seguinte representa as localidades num raio de 8 km ao redor de Bartonville. 